# Johan Peter Eggers

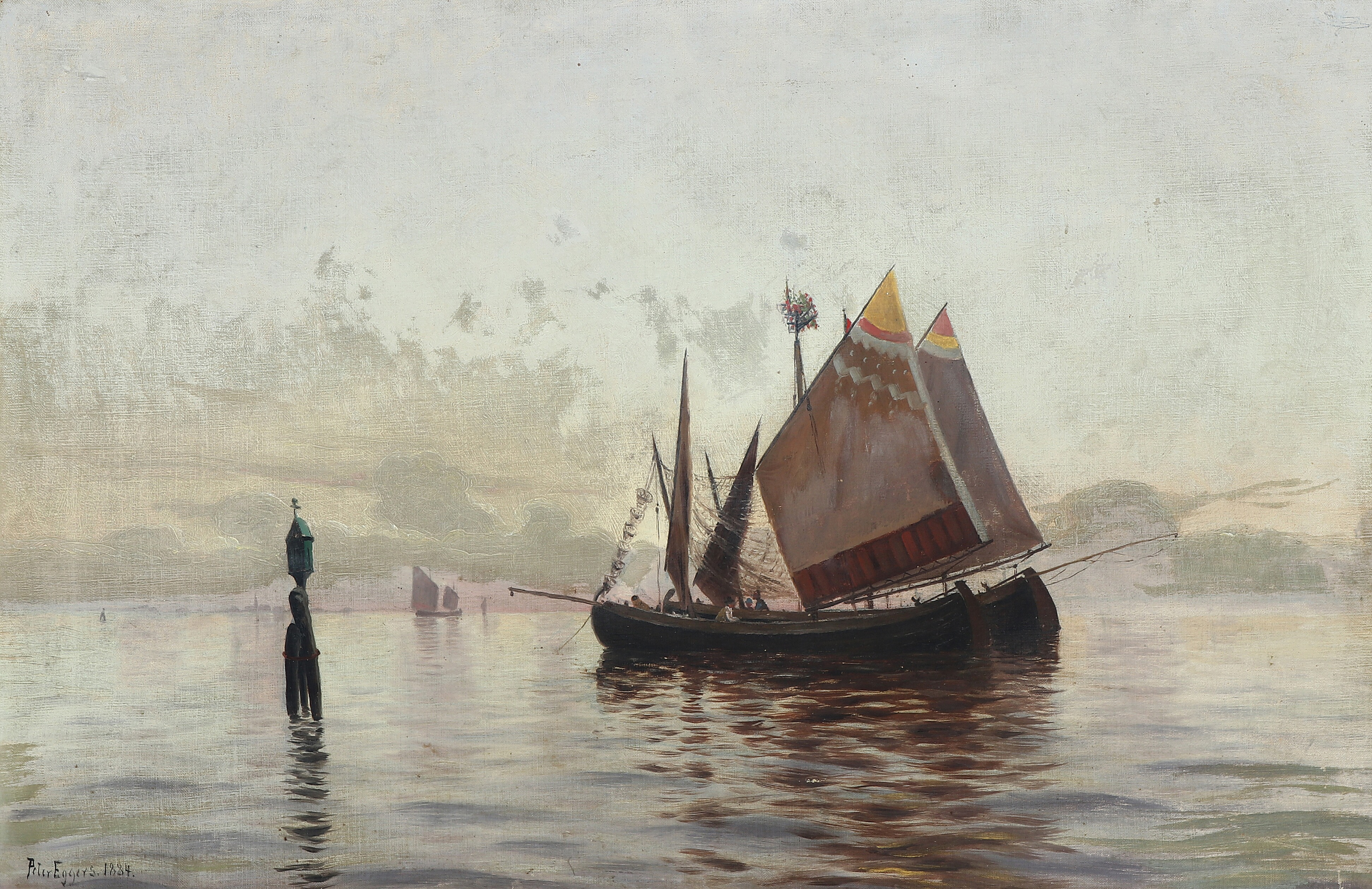
Marinmåleri av Johan Peter Eggers, 1884

Johan Peter Eggers, född 17 september 1855 i Göteborg, död 1907, var en svensk konstnär.
Eggers studerade konst i Köpenhamn och under studieresor till bland annat Frankrike, Italien och Spanien. Han medverkade vid invigningsutställningen av Valands nya byggnad 1886, samt i utställningar med Konstföreningen för södra Sverige.